# Exiliados (obra de teatro)
Exiliados es una obra de teatro del escritor irlandés James Joyce cuyo título original inglés es Exiles.

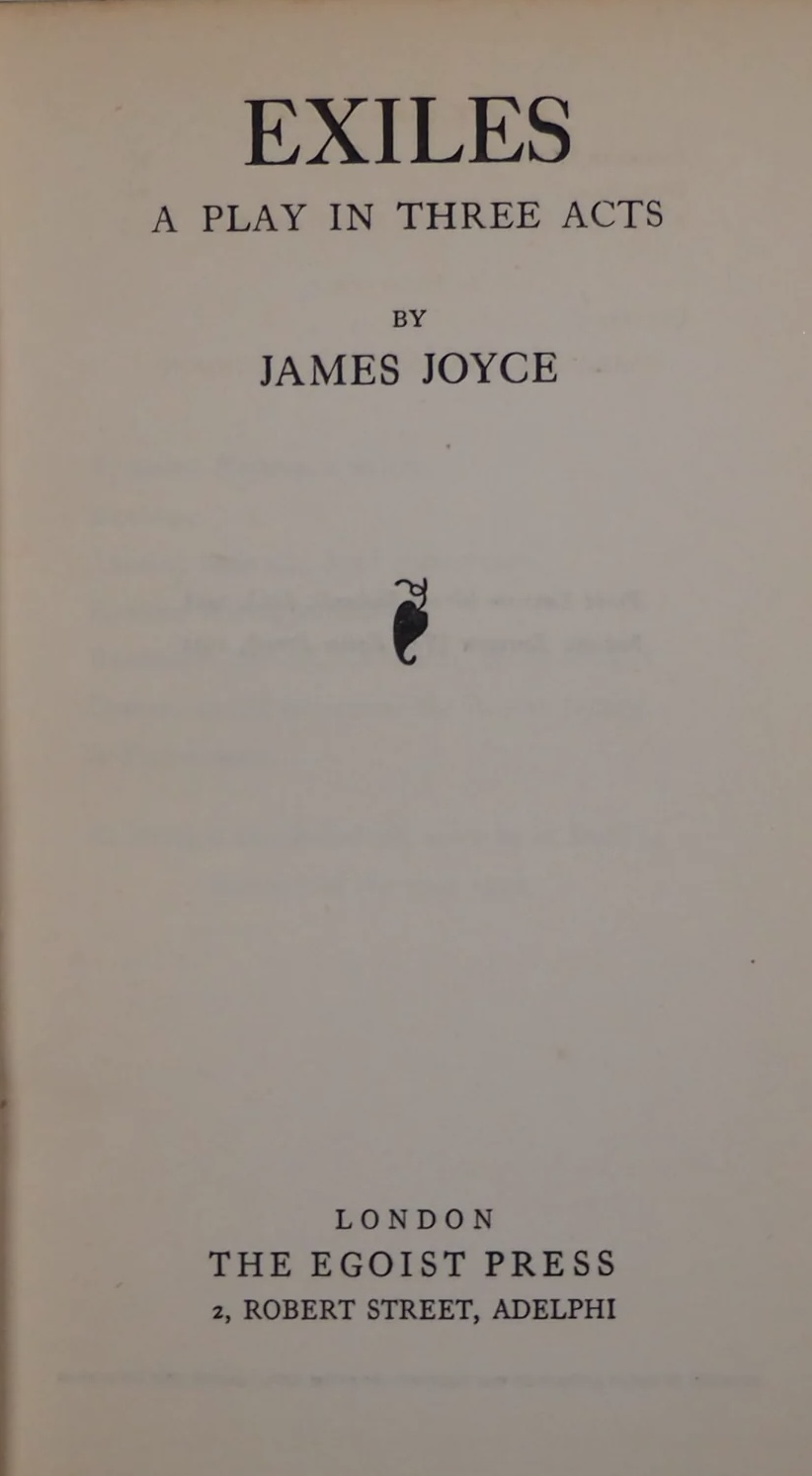
Exiles, de James Joyce (edición de 1925)

Es una obra en tres actos escrita en 1915, ajustada a las tres unidades aristotélicas de acción, tiempo y lugar, (a pesar de encontrarse en plena creación del Ulises) y publicada y estrenada en 1918.
La obra se estrenó en una traducción alemana, en 1918, en Múnich. La representación fue un fracaso, y las críticas fueron desfavorables.

## Argumento
El argumento es sencillo: el escritor Richard Rowan y su mujer Bertha han estado fuera de Irlanda y han regresado hace poco. No están legalmente casados. En los momentos difíciles, Bertha ha sido el sostén del escritor, que, gracias a ella, ha podido realizar sus aspiraciones artísticas. El periodista Robert Hand, primo de Bertha, está enamorado de ella, pero es amigo de Richard y no se ha atrevido a confesar sus sentimientos. Richard siempre lo ha sabido, y, a pesar de amar a su esposa, desea que ella y su amigo lleguen hasta el final de esa situación.

## Breve análisis
Es una pieza de una gran profundidad psicológica, y en ella Joyce disecciona los sentimientos de los personajes. Tiene matices autobiográficos —se sabe que algunos diálogos son reflejo de las cartas que escribía a su esposa—. No es una obra redonda, pero explora un cambio en la moral y en las convenciones sociales, aunque la resolución es de una cierta ambigüedad.